# لوتشيان بينتيليه
لوتشيان بينتيليه (بالرومانية: Lucian Pintilie)‏ (ولد 9 نوفمبر 1933) هو مخرج وكاتب سيناريو روماني.

## روابط خارجية
- لوتشيان بينتيليه على موقع IMDb (الإنجليزية)
- لوتشيان بينتيليه على موقع ألو سيني (الفرنسية)
- لوتشيان بينتيليه على موقع أول موفي (الإنجليزية)
- لوتشيان بينتيليه على موقع قاعدة بيانات الأفلام السويدية (السويدية)
- لوتشيان بينتيليه على موقع قاعدة بيانات الفيلم (الإنجليزية)
- لوتشيان بينتيليه على موقع كينوبويسك (الروسية)